# Fibrilina 1

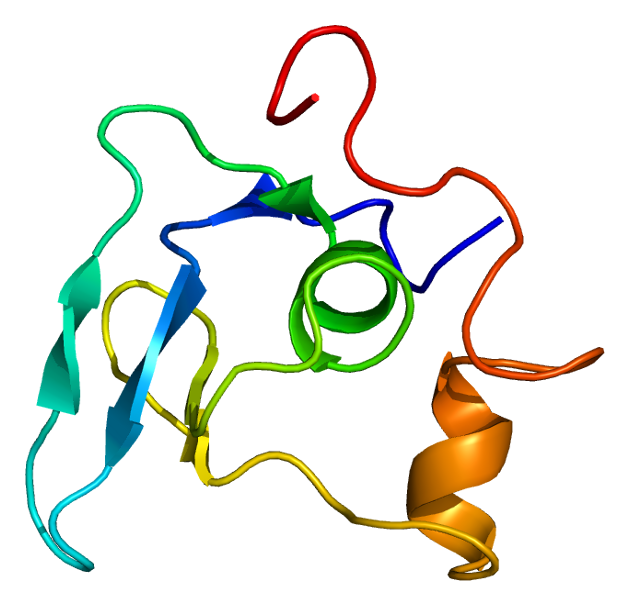
Estrutura da proteína FBN1 com base na renderização PyMOL do Banco de Dados de Proteínas (PDB).

Fibrilina 1 ou FBN1 é uma proteína que em humanos é codificada pelo gene FBN1, localizado no cromossomo 15.
Este gene codifica um membro da família da fibrilina. A proteína codificada é uma glicoproteína grande da matriz extracelular que serve como componente estrutural de microfibrilhas. Estas microfibrilhas providenciam suporte estrutural em tecidos conectivos elásticos e não-elásticos, por todo o corpo. Mutações neste gene estão associadas com a síndrome de Marfan, ectopia lentis isolada, a síndrome de Weill-Marchesani e a síndrome de Shprintzen-Goldberg.